# Avba
Avba (nemško Haube) je žensko pokrivalo, ki za razliko od klobuka nima krajcev. Znana je po vsej Evropi. Avba je tudi glavi prilegajoče se žensko delovno pokrivalo, praviloma iz belega bombažnega blaga.
V srednjem veku in na začetku novega veka so pravila zahtevala, da poročene ženske nosijo avbe. Neporočene ženske so lahko imele nepokrito glavo. 
Izdelovali so jih praviloma iz tankega, belega platna. Glede na obdobje izdelave in finančno moč nosilke so bile okrašene s čipkami in trakovi. Od 18. stoletja jih izdelujejo tudi iz bombaža. Obstajajo tudi toge avbe iz kartona, prevlečenega z blagom, avbe iz čipk, žameta, brokata ali prekrite s pletenjem.
V Sloveniji je poznana predvsem v alpskem svetu kot del narodne noše. Obstajale so tri različice: praznična, ženitovanjska in žalna.